# Oe Yuji
Yuji Oe (sinh ngày 20 tháng 4 năm 1986) là một cầu thủ bóng đá người Nhật Bản.

## Sự nghiệp câu lạc bộ
Yuji Oe đã từng chơi cho Vissel Kobe, MIO Biwako Kusatsu và FC Machida Zelvia.